# Butch Vig
Bryan David "Butch" Vig (Viroqua, Wisconsin, 1955. augusztus 2. –) ismertebb nevén Butch Vig háromszoros Grammy-díjas amerikai zenész és producer, leginkább a Garbage zenekar dobosaként és a gyémántlemez-minősítést kapott Nirvana-album, a Nevermind producereként ismert.
A Wisconsini Vig pályafutását leginkább Madisonban töltötte. A Wisconsin–Madison Egyetemen tanult. Helyi zenekarokban játszott (Spooner, Fire Town), majd megalapította a saját hangstúdióját a városban, a Smart Studiost. Miután producerként is letette a hírnevét, megalapította a Garbage-t, amiben dobosként szerepel. Vig csak akkor tért vissza a teljes-munkaidős producerkedéshez, miután a Garbage szünetet tartott 2005-ben. 2010-ben a zenekar újra összejött, hogy rögzítsék ötödik stúdióalbumuk anyagát.
2012-ben Butch Vig a kilencedik helyet szerezte meg a NME Minden idők legjobb 50 producere (Top 50 Greatest Producers Ever) listáján.
Vig felesége Beth Halper, a DreamWorks korábbi A & R vezetője; egy lányuk van, Bo Violet. Los Angeles Silver Lake kerületében élnek.

## Élete és pályafutása

### Gyermekkora
Bryan David Vig néven, Dr. DeVerne és Betty Vig fiaként született, Viroqua-ban, Wisconsin államban. Vig-nek két testvére van, Chris és Lisa. Vig gyermekként szerezte meg a "Butch" becenevet. Hat évig zongorán tanult játszani. Miután látta a The Who zenekart játszani, lecserélte a zongoráját egy 60 dolláros dobfelszerelésre.
Miután Madisonba költözött, Vig a University of Wisconsin egyetemen filmrendezést tanult, ahol először találkozott Steve Marker-rel. Vig több alsókategóriás film filmzenéjéhez járult hozzá. Ilyen volt az egyik szám a The Slumber Party Massacre c. filmben is. Ez a filmzene keltette fel érdeklődését a hang manipulációja iránt. Vig több "garage pop" zenekarhoz csatlakozott (például az Eclipse-hez), majd 1978-ban Duke Erikson, Dave Benton, Jeff Walker és Joel Tappero társaságában megalapította a Spooner nevű zenekart. A következő évben Vig helped fellow student Steve Marker-nek egy házi stúdiót segített felépíteni Marker pincéjében. Marker és Vig egy kisebb kiadót is alapított, a Boat Records-t, hogy kiadja a Spooner és más általuk kedvelt zenekarok műveit. Vig ezt a próbálkozást amolyan "tűzpróbához" hasonlítja.
1984-ben Vig és Marker megalapította Smart Studios-t Madisonban. Amikor a Spooner elvesztette lendületét, Vig Marker és Phil Davis társaságában megalapította a First Person nevű zenekart, valamint Davis-szel és Erikson-nal egy mellékprojektet, a Fire Town-t. A Fire Town gyorsan Vig prioritása lett, miután az első albumukat az Atlantic Records adta ki. Az Atlantic Michael Frondelli-t vette fel, hogy a Fire Town második albumán dolgozzon. Annak ellenére, hogy a próbák nem mentek olyan jól, valamint a végeredmény sem lett olyan jó, Vig a folyamat alatt nagyon sok mindent megtanult a produkcióról és annak technikáiról. Vig rövid ideig a Marseille metal zenekarral is együtt dolgozott, billentyűn játszott a Touch The Night albumukon. A Fire Town feloszlott és Vig újraalakította a Spooner-t egy végső album erejéig, mielőtt a produkció teljes munkaidős munkává vált számára.

### Produceri pályafutása
Vig első magas színvonalú munkáit 1991-ben csinálta, amikor a The Smashing Pumpkins Gish, és a Nirvana Nevermind stúdióalbumánál producerkedett. Kurt Cobain az album "simasága" miatt kritizálta Viget, bár lehetett azért is, mert Andy Wallace keverte az albumot. Cobain egy 1993-as MTV interjúban azt mondta, "Butch Vig...tökéletesen rögzítette az albumot". A The Smashing Pumpkins Siamese Dream albumán kívül Vig két Sonic Youth albumon is producerkedett, 1992-ben a Dirty-t, 1994-ben pedig az Experimental Jet Set, Trash and No Star-t készítette el.
2003-ban Vig az AFI-val dolgozott a Sing the Sorrow albumon. Vig a Jimmy Eat World-del dolgozott hatodik albumukon, a Chase This Light-on, ami 2007 októberében jelent meg. Az első producerkedése egy angol zenekarral a The Subways All or Nothing albumán valósult meg. Laura Jane Grace első stúdióalbumán, a Heart Burns-ön is dolgozott. Vig készítette a Green Day nyolcadik albumát is, a 2009-es 21st Century Breakdown-t, ami Grammy-díjat nyert a Legjobb Rock Albumért.
Butch Vig komponálta és készítette a 2010-es The Other Side film filmzenéjét is.
2009-ben Vig két új számot rögzített a Foo Fighters régóta várt válogatásalbumán, valamint a zenekar 2011-es Wasting Light, és a 2014-es Sonic Highways albumuk producere volt.
2010-ben a Muse kislemezét, a Neutron Star Collision (Love Is Forever) c. kislemezt készítette el.

### Garbage

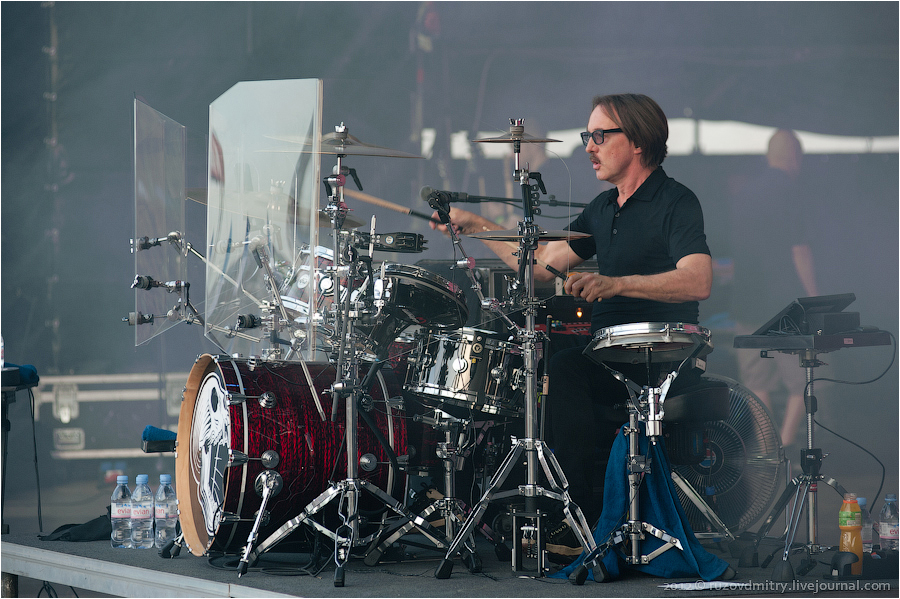
Butch Vig dobol a Garbage egyik koncertjén 2012-ben

A Garbage több sikeres kislemezt adott ki 1995–1996-ban (például a Stupid Girl és a Only Happy When It Rains). A debütáló albumuk, a Garbage nagy sikert aratott. Több, mint 4 millió példányt adtak el belőle, valamint dupla platinalemez lett az Egyesült Királyságban, az Amerikai Egyesült Államokban és Ausztráliában. Garbage megkapta a "Legjobb feltörekvő előadó" díjat az 1996-os MTV Europe Music Awards-on. Ezután a zenekar két évet töltött a következő album, a Version 2.0 elkészítésével, ami az 1998-as megjelenését követően az Egyesült Királyság kislemez-listái tetején foglalt helyet. A következő évben két Grammy-díjra jelölték, az Év Albuma és a Legjobb Rock Album díjakra. A Version 2.0 sikere megegyezett elődével. Garbage ezután a tizenkilencedik James Bond film, a A világ nem elég c. film filmzenéjében segédkezett.
Annak ellenére, hogy a Rolling Stone "Az év 10 legjobb album" listáján helyet kapott, a Garbage 2001-es, harmadik albuma, a Beautiful Garbage sikere már nem egyezett elődeivel. A zenekar 2003-ban csendben feloszlott, de 2005-ben újra összejöttek, hogy rögzítsék negyedik albumukat, a Bleed Like Me-t. Ez az album a 4. helyezést érte el az Amerikai Egyesült Államokbeli listákon. A zenekar lerövidített a Bleed Like Me turnét, majd bejelentett egy "határozatlan idejű szünetet", hangsúlyozva azt, hogy nem a zenekar nem oszlott fel, de úgy döntöttek, inkább személyes érdekeikért tesznek. 2006-ban Vig visszatért a producerkedéshez, míg Manson egy szóló albumon dolgozott. A Garbage 2007-ben véget vetett a szünetnek, és kiadta Absolute Garbage válogatásalbumát. A zenekar több, mint 17 millió albumot adott el világszerte. A zenekar 2010-ben újra összejött és elkezdte a Not Your Kind of People album rögzítését, ami 2012. május 14-én lett kiadva nemzetközileg.

## Diszkográfia
| Spooner - Every Corner Dance (1982) - Wildest Dreams (1985) - The Fugitive Dance (1990) | Fire Town - In the Heart of the Heart Country (1987) - The Good Life (1989) | Garbage - Garbage (1995) - Version 2.0 (1998) - Beautiful Garbage (2001) - Bleed Like Me (2005) - Not Your Kind of People (2012) - Strange Little Birds (2016) - No Gods No Masters (2021) | 5 Billion in Diamonds - 5 Billion in Diamonds (2017) - Divine Accidents (2020) |

## Produkciós pályafutása
| - 1982: Die Kreuzen – Internal - 1984: Killdozer – Intellectuals Are the Shoeshine Boys of the Ruling Elite - 1985: ivory library – 1st e.p. - 1985: The Other Kids – Living in the Mirror - 1985: Killdozer – Snake Boy - 1985: Laughing Hyenas – Come Down to the Merry Go Round - 1986: Killdozer – Burl - 1987: The Other Kids – Happy Home - 1987: Killdozer – Little Baby Buntin' - 1988: Die Kreuzen – Century Days - 1988: The Cheeters – Sign of Fire - 1988: Killdozer – For Ladies Only - 1989: Killdozer – Twelve Point Buck - 1989: Laughing Hyenas- You Can't Pray a Lie - 1989: Stuart Stotts – Music in My Mother's House - 1989: feedtime – Suction - 1990: Urge Overkill – Americruiser - 1990: King Snake Roost – Ground into the Dirt - 1990: Laughing Hyenas – Life of Crime - 1990: The Fluid – Glue - 1991: The Fluid – Spot the Loon - 1991: Gods of the Revolution - 1991: Cosmic Psychos – Blokes You Can Trust - 1991: The Smashing Pumpkins – Gish - 1991: Nirvana – Nevermind - 1991: Tad – 8-Way Santa - 1991: Young Fresh Fellows – Electric Bird Digest - 1991: Overwhelming Colorfast – Overwhelming Colorfast - 1991: Die Kreuzen – Cement - 1992: Sonic Youth – Dirty - 1992: House of Pain – Shamrocks and Shenanigans - 1992: L7 – Bricks Are Heavy - 1992: Chainsaw Kittens – Flipped Out in Singapore - 1992: Drain – Pick Up Heaven - 1992: Gumball – Wisconsin Hayride | - 1993: Gumball – Super Tasty - 1993: Gumball – The Damage Done - 1993: Crash Vegas – Stone - 1993: The Smashing Pumpkins – Siamese Dream - 1993: Gumball – Real Gone Deal - 1994: Sonic Youth – Experimental Jet Set, Trash and No Star - 1994: Helmet – Betty - 1994: Freedy Johnston – This Perfect World - 1995: Soul Asylum – Let Your Dim Light Shine - 1995: Garbage – Garbage - 1997: The And – Day - 1997: The And – And Night - 1998: Garbage – Version 2.0 - 2001: Garbage – Beautiful Garbage - 2003: AFI – Sing the Sorrow - 2005: Garbage – Bleed Like Me - 2006: Kilroy – LP - 2007: Jimmy Eat World – Chase This Light - 2007: Against Me! – New Wave - 2008: The Subways – All or Nothing - 2008: Tom Gabel – Heart Burns - 2009: Green Day – 21st Century Breakdown - 2009: Foo Fighters – Greatest Hits - 2010: Against Me! – White Crosses - 2010: Muse – "Neutron Star Collision (Love Is Forever)" - 2010: Never Shout Never – Harmony - 2010: Goo Goo Dolls – Something for the Rest of Us - 2011: Foo Fighters – Wasting Light - 2012: Garbage – Not Your Kind of People - 2013: Sound City Players – Sound City: Real to Reel - 2014: Foo Fighters – Sonic Highways - 2016: Garbage – Strange Little Birds - 2019: Silversun Pickups – Widow's Weeds - 2021: Garbage – No Gods No Masters - 2022: Silversun Pickups – Physical Thrills |

Butch Vig dalokat remixelt a következő előadóknak: Against Me!, Ash, Beck, The Cult, Depeche Mode, EMF, Fun Lovin’ Criminals, House of Pain, Korn, Limp Bizkit, Alanis Morissette, Nine Inch Nails, Michael Penn, M.O.P és U2, valamint a Garbage.

## Fordítás
- Ez a szócikk részben vagy egészben a Butch Vig című angol Wikipédia-szócikk fordításán alapul.  Az eredeti cikk szerkesztőit annak laptörténete sorolja fel. Ez a jelzés csupán a megfogalmazás eredetét és a szerzői jogokat jelzi, nem szolgál a cikkben szereplő információk forrásmegjelöléseként.